# UN-Sonderberichterstatter zur Menschenrechtssituation in Eritrea
Die Stelle des Sonderberichterstatters zur Menschenrechtssituation in Eritrea (engl.: Special Rapporteur on the situation of human rights in Eritrea) wurde 2012 vom UN-Menschenrechtsrat geschaffen, um die politische und gesellschaftliche Situation in Eritrea zu beobachten.

## Das UN-Mandat
Eritrea war im Mai 1993 von Äthiopien unabhängig geworden. Seit 1994 wird das Land durch die Volksfront für Demokratie und Gerechtigkeit unter Staatspräsident Isayas Afawerki totalitär regiert. Wahlen werden in Eritrea nicht durchgeführt, Oppositionelle sind starken Repressionen ausgesetzt. Nach Angaben von Amnesty International aus dem Jahr 2013 gibt es Tausende von politischen Häftlingen ohne Gerichtsprozess, denen der Kontakt zu Familien und Rechtsbeiständen verwehrt wird. Die Menschenrechtssituation in Eritrea ist desolat, bei von Nichtregierungsorganisationen veröffentlichten politischen Indizes liegt Eritrea immer auf den hintersten Plätzen.
2012 schuf der UN-Menschenrechtsrat das Mandat für den Sonderberichterstatter für die Menschenrechtssituation in Eritrea durch seine Resolution A/HRC/RES/20/20. Seither wird es jedes Jahr verlängert. Der eritreische Staat ist unkooperativ, der ersten Sonderberichterstatterin Sheila Keetharuth wurde trotz mehrfacher Anfragen der Zugang zum Land verweigert.
Laut Mandat des UN-Menschenrechtsrates hat der Sonderberichterstatter die Aufgabe, Informationen von allen relevanten Akteuren in Eritrea zu sammeln, die Menschenrechtssituation dort zu beurteilen und Empfehlungen für Verbesserungen abzugeben. Diese sollen jedes Jahr in Berichten an den Menschenrechtsrat und die UN-Generalversammlung vorgelegt werden.
Der Sachverständige ist kein Mitarbeiter der Vereinten Nationen, für sein Mandat gilt ein vom UN-Menschenrechtsrat verabschiedeter Verhaltenskodex. Der unabhängige Status des Mandatsträgers ist für die unparteiische Wahrnehmung seiner Aufgaben wesentlich. Die Amtszeit des Mandats ist auf maximal zweimal drei Jahre begrenzt.

## Amtsinhaber
- 2012–2018 Sheila B. Keetharuth –  Mauritius[12]
- 2018–2020 Daniela Kravetz –  Chile
- seit 2022 Mohamed Abdelsalam Babiker –  Sudan[13]

## Kommunikation
Die Kontaktaufnahme über E-Mail wird auf Englisch, Arabisch und Tigrinya angeboten.

## Publikationen (Auswahl)
- A/HRC/53/20: Situation of human rights in Eritrea - Report of the Special Rapporteur on the situation of human rights in Eritrea, 9. Mai 2023
- A/HRC/50/20: Situation of human rights in Eritrea - Report of the Special Rapporteur on the situation of human rights in Eritrea, 10 June 2022